# Daniel Hvidt
Daniel Hvidt, född 16 april 1889, död 13 november 1975, var en dansk målare.
Efter att ha tecknat för Holger Grønvold på Teknisk Skole samt gått i målarlära i Köpenhamn och även arbetat en sommar under Joakim Skovgaard i Viborgs domkyrka blev Hvidt elev vid Kunstakademiet 1907. Redan då hade han på egen hand målat porträtt och interiörgenremålningar. 1908 målade han omsorgsfull studerade porträtt av sin mor och av sin skrattande syster. Målningen av hans syster uppmärksammades på Charlottenborgs höstutställning, bland annat av Kristian Zahrtmann, som erbjöd Hvidt att följa med på en resa till Italien. I Amalfi och Civita d'Antino irriterades dock Zahrtmann över att Hvidt inte ville måla i samma kraftiga, pastost ansatta färger som han själv och bröt med till slut med sin ledsagare. Efter hemkomsten isolerade sig Hvidt någon tid i en liten by nära Gribskov och sökte hämta sig från besvikelsen, som inspirerade honom till panteistiskt färgade dikter. Trots att han fick en viss framgång med ett stort helfigursporträtt av systern i vitt 1910, följde ett par krisartade år, varunder Hvidt ofta uttryckte sin depression litterärt, på vers och prosa. Först 1914, då han ensam återvände till Civita d'Antino (där Hvidt senare kom att bli hedersmedborgare på grund av sina räddningsbragder under jordbävningen i januari 1915), nådde han åter tillförsikt i sitt måleri. Han målade här bland annat ett psykologiskt intensivt porträtt av en sinnessvag tiggargumma. Sedan återkom han upprepade gånger till Italien, målade både figurer och landskap. Hemma i Danmark sysslade Hvidt från 1920 även med keramik, som han dekorerade fantasifullt (Häxsabbat finns i Kunstindustrimuseet i Köpenhamn). Han måleri omfattade realistiskt hållna, efter hand mera brett formade men alltid i rumsbyggnaden klara stads- och landskapsbilder omväxlande med figursaker och porträtt av personlig karaktär, ibland utförda i pastell.